# Sedona
Sedona és una ciutat dels Estats Units a l'estat d'Arizona. Segons el cens del 2007 tenia 11.483 habitants.

## Demografia
Segons el cens del 2000, Sedona tenia 10.192 habitants, 4.928 habitatges, i 2.863 famílies La densitat de població era de 211,6 habitants/km².
Dels 4.928 habitatges en un 15,8% hi vivien nens de menys de 18 anys, en un 48,6% hi vivien parelles casades, en un 6,6% dones solteres, i en un 41,9% no eren unitats familiars. En el 32,2% dels habitatges hi vivien persones soles el 14,2% de les quals corresponia a persones de 65 anys o més que vivien soles. El nombre mitjà de persones vivint en cada habitatge era de 2,06 i el nombre mitjà de persones que vivien en cada família era de 2,52.
Per edats la població es repartia de la següent manera: un 13,7% tenia menys de 18 anys, un 4,5% entre 18 i 24, un 21,2% entre 25 i 44, un 35% de 45 a 60 i un 25,6% 65 anys o més.
L'edat mediana era de 50 anys. Per cada 100 dones de 18 o més anys hi havia 85,9 homes.
La renda mediana per habitatge era de 44.042 $ i la renda mediana per família de 52.659 $. Els homes tenien una renda mediana de 32.067 $ mentre que les dones 24.453 $. La renda per capita de la població era de 31.350 $. Aproximadament el 4,7% de les famílies i el 9,7% de la població estaven per davall del llindar de pobresa.

## Poblacions més properes
El següent diagrama mostra les poblacions més properes.